# Mira Bjedov
Mira Bjedov, född den 7 september 1955 i Mokro Polje Kroatien, är en jugoslavisk basketspelare som var med och tog OS-brons 1980 i Moskva. Detta var andra gången damerna deltog vid de olympiska baskettävlingarna, tillika Jugoslaviens första medalj på damsidan. 